# Desmodium dolabriforme
Desmodium dolabriforme är en ärtväxtart som beskrevs av George Bentham. Desmodium dolabriforme ingår i släktet Desmodium och familjen ärtväxter. Inga underarter finns listade i Catalogue of Life.